# Conflits féodaux dans les Marches de Normandie et d'Île-de-France
 (novembre 2024).
À partir du XIe siècle et jusqu'au rattachement de la Normandie au domaine royal français par Philippe Auguste en 1204, de nombreux conflits féodaux éclatent entre Normandie et Île-de-France. Ces deux territoires sont alors séparés l'un de l'autre par sept pays : Saosnois, Perche, Thymerais, Drouais, Pays d'Yveline, Mantois et Vexin français. Les seigneurs de ces pays de marches mènent alors une véritable lutte pour la survie, afin d'éviter l'invasion normande, l'annexion française, et le ravage récurrent de leurs fiefs. La maison de Montfort-l'Amaury apparait comme la famille noble locale la plus impliquée dans cette série de conflits.

## Les pays de Marches
Les sept pays des Marches ne sont pas une région unifiée à l'époque. Ils partagent seulement l'emploi du patois francien, parlé avec l'accent traînant et grave normand, et leurs seigneurs sont liés par des alliances matrimoniales. Ils sont revendiqués à la fois par le duc de Normandie et par le roi de France et sont régulièrement ravagés par les conflits féodaux entre les deux camps. Trois bords existent alors dans la région : les pro-normands, les pro-français et les partisans de l'unité et de l'indépendance locales. Le Perche est largement pro-normand et domine de fait le Saosnois. Le Thymerais et le Pays d'Yveline sont partisans d'une union entre seigneurs locaux, s'opposant aux Normands et aux Français, s'alliant tour à tour avec les uns et les autres pour survivre. Le Drouais est divisé entre une partie contrôlée par le roi de France et une autre dirigée par la Maison de Montfort-l'Amaury. Le Mantois "propre" ne se limite plus qu'à la partie occidentale de son étendue (autour de Mantes-la-Jolie et de Maule), les parties centrale et orientale (Poissy, Saint-Germain-en-Laye, Nanterre et leurs environs) étant alors déjà intégrées au domaine royal. Mantes-la-Jolie est tenue par les seigneurs du Vexin français. Les seigneurs de Maule sont plutôt pro-français, mais ils sont aussi proches de Montfort. À partir du XIIe siècle, le Vexin français est largement acquis à la cause française, en raison des attaques incessantes des Normands.

## Conflits
Sous l'impulsion d'Amaury III de Montfort et de ses vassaux Milon de Chevreuse et Gui Ier de Rochefort, le conflit prend une tournure différente entre 1104 et 1124. Ce n'est plus alors un simple combat entre Normandie et Île-de-France, mais un affrontement à trois, les seigneurs des Marches s'unissant pour faire face aux deux bords. Les trois alliés principaux sont alors Amaury III de Montfort, Hugues II de Châteauneuf-en-Thymerais (à l'opposé de son grand-père pro-normand) et Galéran de Meulan. Avant cela, Amaury III de Montfort avait rendu effective l'indépendance du Pays d'Yveline en vainquant Louis VI le Gros sur la Mauldre et à Chevreuse, mais en échouant néanmoins à s'emparer durablement du Mantois central, du Hurepoix et de la Beauce stampienne. Après avoir pris Alençon, L'Aigle, Breteuil, Évreux et Pacy-sur-Eure, à la suite du refus d'Henri Beauclerc de laisser à Amaury III de Montfort la jouissance de son héritage d'Évreux, les coalisés sont vaincus, le Thymerais ne parvient pas à rallier le Perche à la cause commune et le Mantois est envahi. Seule l'intervention intéressée de Louis VI le Gros en faveur des coalisés permet de rétablir la paix avec les Normands.
Après cet échec, le projet d'unité de la région meurt et les pays sont rattachés, au fil des décennies, au royaume de France, le pays d'Yveline et la partie du Drouais qu'il domine étant les derniers sur la liste, intégrés au royaume de France en 1547.

## Batailles
Les batailles les plus importantes ont eu lieu à L'Aigle, Évreux et Breteuil, pour celles s'étant déroulées en Normandie, Longny-au-Perche, Montfort-l'Amaury, Chevreuse, Mantes-la-Jolie et Houdan, pour celles s'étant déroulées dans les Marches de Normandie et d'Ile-de-France, et Montlhéry et Corbeil, pour celles s'étant déroulées en Île-de-France. Certaines, comme celle de Longny-au-Perche ont vu s'affronter les seigneurs des Marches entre eux, en raison de leurs orientations différentes (en l'occurrence il s'agit d'une victoire décisive du maréchal de Longny-au-Perche, pro-normand, sur Hugues de Châteauneuf-en-Thymerais, pro-unité et indépendance de la région).